# Division III du Championnat du monde de hockey sur glace 2015
Le tournoi de la Division III du Championnat du monde de hockey sur glace 2015 se déroule à Izmir en Turquie du 2 au 12 avril 2015.
| \| Localisation de Izmir à l'Ouest de la Turquie. \| Localisation de Izmir à l'Ouest de la Turquie. |
| Localisation de Izmir à l'Ouest de la Turquie.                                                      |

## Aperçu de l'ensemble de la compétition
Le Championnat du monde de hockey sur glace est un ensemble de plusieurs tournois regroupant les nations en fonction de leur niveau. Les meilleures équipes disputent le titre dans la Division Élite.

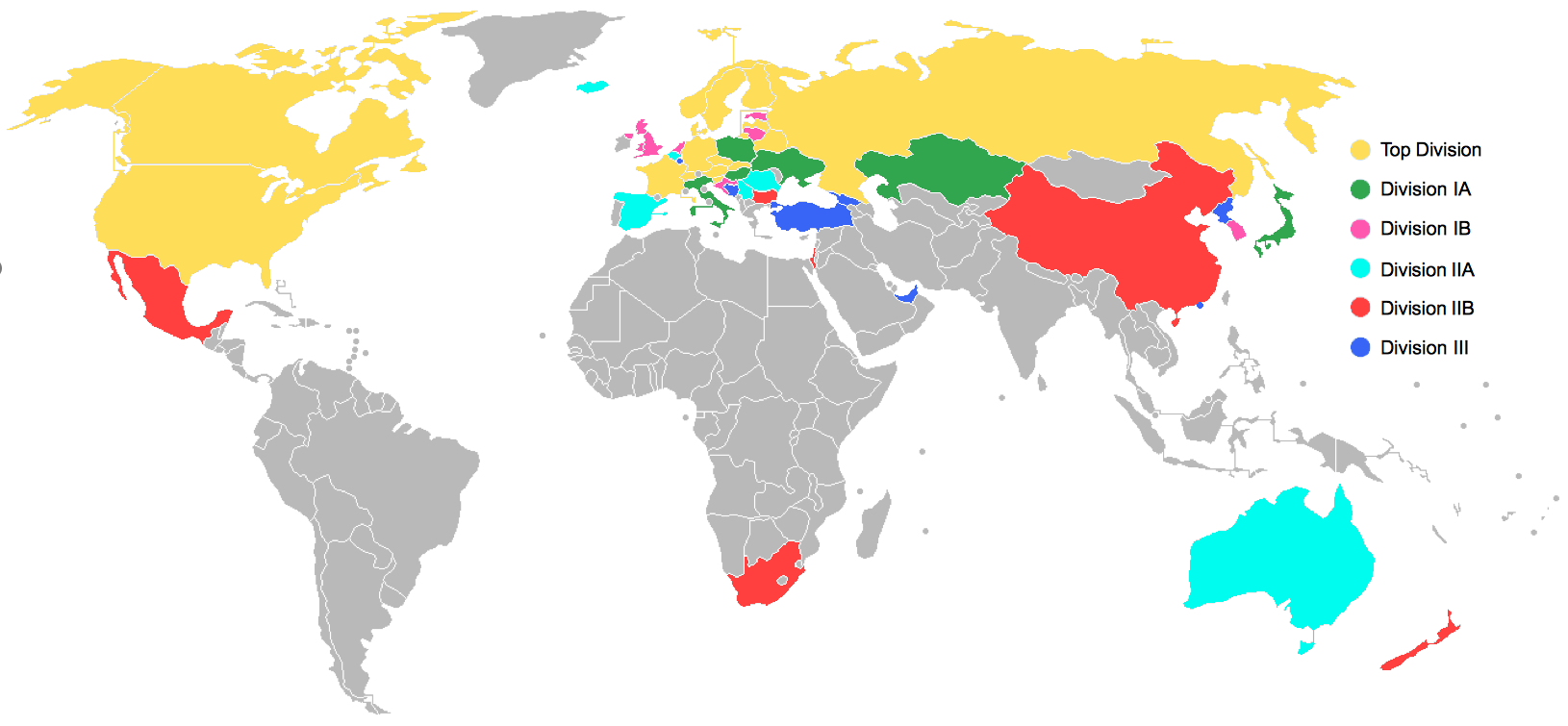
Nations participant au Championnat du monde de hockey sur glace 2015, par division.

| Tournoi        | Lieu              | Dates               | Nombre de participants | Matches joués |
| -------------- | ----------------- | ------------------- | ---------------------- | ------------- |
| Division élite | Prague et Ostrava | 1er au 17 mai 2015  | 16                     | 64            |
| Division IA    | Cracovie          | 19 au 25 avril 2015 | 6                      | 15            |
| Division IB    | Eindhoven         | 13 au 19 avril 2015 | 6                      | 15            |
| Division IIA   | Reykjavik         | 13 au 19 avril 2015 | 6                      | 15            |
| Division IIB   | Le Cap            | 13 au 19 avril 2015 | 6                      | 15            |
| Division III   | Izmir             | 3 au 12 avril 2015  | 7                      | 21            |

## Format de la compétition
Le groupe principal (Division Élite) regroupe 16 équipes réparties en deux poules de 8 qui disputent un tour préliminaire. Les 4 premiers de chaque poule sont qualifiés pour les quarts de finale et les derniers sont relégués en Division IA.
Pour les autres divisions qui comptent 6 équipes (sauf la Division III qui en compte 7), les équipes s’affrontent entre elles et, à l'issue de cette compétition, le premier est promu dans la division supérieure et le dernier est relégué dans la division inférieure.
Lors des phases de poule, les points sont attribués ainsi :
- victoire : 3 points ;
- victoire en prolongation ou aux tirs de fusillade : 2 points ;
- défaite en prolongation ou aux tirs de fusillade : 1 point ;
- défaite : 0 point.

## Matches
| 3 avril 2015 | Corée du Nord | 13-0 (3-0, 3-0, 7-0) | Bosnie-Herzégovine | Bornova Ice Sports Hall 55 spectateurs |

| Feuille de match | Feuille de match | Feuille de match                                        | Feuille de match | Feuille de match                                          |
| ---------------- | --- | ------------------------------------------------------- | ---------------- | --------------------------------------------------------- |
|                  | Kim S-g (Ju S-h) — 4 min 26 s Ri C-m (Kim H-j) — 11 min 28 s Kim K-h (Kim S-g) — 11 min 56 s Kim N-h (Kang I-h) — 20 min 59 s Hong C-r (Ri C-m) — 28 min 35 s Kim C-h (Kim J-h) — 32 min 48 s (IN) Kang I-h (Kim K-h, Kim S-g) — 41 min 37 s Kim S-g (Ju S-h, Kang I-h) — 43 min 16 s Kim H-j (Hong C-r, An C-h) — 44 min 38 s Kim N-h — 47 min 26 s (IN) An C-h (Kim H-j, Hong C-r) — 49 min 27 s Pak S-j (Kang I-h) — 50 min 30 s Kim H-j (Hong C-r, An C-h) — 57 min 52 s | 1-0 2-0 3-0 4-0 5-0 6-0 7-0 8-0 9-0 10-0 11-0 12-0 13-0 | -                | Arbitrage : Geoffrey Barcelo Murat Aygun Anton Gladchenko |
| Pak Kuk-chol     | Gardiens | Dino Pasovic (20:00) Amel Capin (40:00)                 |                  | Arbitrage : Geoffrey Barcelo Murat Aygun Anton Gladchenko |
| 2 min            | Pénalités | 4 min                                                   |                  | Arbitrage : Geoffrey Barcelo Murat Aygun Anton Gladchenko |
| 56               | Tirs | 6                                                       |                  | Arbitrage : Geoffrey Barcelo Murat Aygun Anton Gladchenko |

| 3 avril 2015 | Luxembourg | 15-3 (3-2, 3-1, 9-0) | Géorgie | Bornova Ice Sports Hall 67 spectateurs |

| Feuille de match                            | Feuille de match | Feuille de match                                                              | Feuille de match | Feuille de match                                            |
| ------------------------------------------- | --- | ----------------------------------------------------------------------------- | --- | ----------------------------------------------------------- |
|                                             | - Welter — 14 min Houdremont (R. Beran) — 14 min 17 s Schon (Sinner, Wambach) — 16 min 10 s - T. Beran (Schon) — 22 min 19 s - Welter (R. Beran) — 25 min 15 s Cannon (T. Beran) — 33 min 56 s (SN) Biver (Eriksson, Wambach) — 42 min 9 s Welter (Houdremont, R. Beran) — 43 min Eriksson — 50 min 24 s Cannon (T. Beran, Milano) — 51 min 36 s Welter — 52 min 55 s T. Beran (Milano) — 56 min 57 s Cannon (Backes) — 57 min 34 s Wambach (Eriksson) — 57 min 51 s Wambach (Eriksson, Biver) — 58 min 30 s | 0-1 1-1 2-1 3-1 3-2 4-2 4-3 5-3 6-3 7-3 8-3 9-3 10-3 11-3 12-3 13-3 14-3 15-3 | Dumbadze (Oganeziani) — 10 min 3 s - Smetanin (Tsomaia, Geperidze) — 17 min 52 s - Dumbadze (Oganeziani) — 25 min 2 s - | Arbitrage : Gergely Kincses Grega Markizeti Gil Haim Tichon |
| Michel Welter (27:55) Gilles Mangen (32:05) | Gardiens | Andrei Ilienko                                                                | | Arbitrage : Gergely Kincses Grega Markizeti Gil Haim Tichon |
| 2 min                                       | Pénalités | 4 min                                                                         | | Arbitrage : Gergely Kincses Grega Markizeti Gil Haim Tichon |
| 66                                          | Tirs | 9                                                                             | | Arbitrage : Gergely Kincses Grega Markizeti Gil Haim Tichon |

| 3 avril 2015 | Hong Kong | 8-3 (1-0, 2-2, 5-1) | Émirats arabes unis | Bornova Ice Sports Hall 73 spectateurs |

| Feuille de match | Feuille de match | Feuille de match                                   | Feuille de match                                                                                         | Feuille de match                                           |
| ---------------- | --- | -------------------------------------------------- | --- | ---------------------------------------------------------- |
|                  | Cheng — 7 min 42 s - Kan (Wong K.) — 28 min 19 s Sham (Wong K.) — 34 min 42 s (IN) Sham (Fung) — 42 min 25 s (IN) Lau (Fung) — 44 min 18 s Sham (Choi) — 50 min 29 s (SN) Ho J. — 51 min 54 s (IN) Lo (Cheng) — 55 min 12 s - | 1-0 1-1 1-2 2-2 3-2 4-2 5-2 6-2 7-2 8-2 8-3        | - Al Nuaimi — 23 min 24 s Al Mazrouei (Al Blooshi) — 26 min 30 s (SN) - Al Mazrouei — 56 min 40 s (2 SN) | Arbitrage : Feng Lei Cemal Ersin Kaya Mihai Ariel Trandfir |
| Ho King Chi King | Gardiens | Ahmed Al Dhaheri (56:32) Khaled Al Suwaidi (03:28) | | Arbitrage : Feng Lei Cemal Ersin Kaya Mihai Ariel Trandfir |
| 18 min           | Pénalités | 10 min                                             | | Arbitrage : Feng Lei Cemal Ersin Kaya Mihai Ariel Trandfir |
| 30               | Tirs | 18                                                 | | Arbitrage : Feng Lei Cemal Ersin Kaya Mihai Ariel Trandfir |

| 4 avril 2015 | Géorgie | 4-12 (2-3, 1-5, 1-4) | Corée du Nord | Bornova Ice Sports Hall 93 spectateurs |

| Feuille de match | Feuille de match | Feuille de match                                                    | Feuille de match | Feuille de match                                              |
| ---------------- | --- | ------------------------------------------------------------------- | --- | ------------------------------------------------------------- |
|                  | Dumbadze — 6 min 10 s - Smetanin (Geperidze) — 18 min 55 s - Geperidze (Dumbadze) — 22 min 15 s (SN) - Smetanin — 53 min 38 s - | 1-0 1-1 1-2 1-3 2-3 2-4 3-4 3-5 3-6 3-7 3-8 3-9 3-10 4-10 4-11 4-12 | - Hong C-r (Ri C-m, Ri P-i) — 12 min 4 s Kang I-h (Kim K-h, Ju S-h) — 12 min 23 s Ju S-h (Kim S-g, Kim N-h) — 18 min 47 s (SN) - Kim H-j (Ri C-m, Ri P-i) — 20 min 43 s - An C-h — 27 min 40 s (IN) Hong C-r (Kang I-h) — 35 min 39 s (SN) Kim S-g (Ri P-i, Ju S-h) — 37 min 52 s (IN) Kang I-h — 38 min 52 s Kim C-h (Kim M-c) — 49 min 2 s (2 SN) Kang I-h (Pak K-h) — 49 min 34 s (SN) - Ju S-h (Kim S-g) — 58 min 6 s (SN) Kim N-h — 59 min 13 s | Arbitrage : Gergely Kincses Anton Gladchenko Cemal Ersin Kaya |
| Andrei Ilienko   | Gardiens | Pak Kuk-chol (20:00) Pak Il (40:00)                                 | | Arbitrage : Gergely Kincses Anton Gladchenko Cemal Ersin Kaya |
| 24 min           | Pénalités | 10 min                                                              | | Arbitrage : Gergely Kincses Anton Gladchenko Cemal Ersin Kaya |
| 17               | Tirs | 40                                                                  | | Arbitrage : Gergely Kincses Anton Gladchenko Cemal Ersin Kaya |

| 4 avril 2015 | Émirats arabes unis | 2-7 (1-2, 0-2, 1-3) | Luxembourg | Bornova Ice Sports Hall 115 spectateurs |

| Feuille de match  | Feuille de match                                                                             | Feuille de match                    | Feuille de match | Feuille de match                                          |
| ----------------- | -------------------------------------------------------------------------------------------- | ----------------------------------- | --- | --------------------------------------------------------- |
|                   | - Al Shamisi (Al Blooshi, Al Mazrouei) — 10 min 18 s - Al Blooshi (El Jachi) — 45 min 10 s - | 0-1 0-2 1-2 1-3 1-4 2-4 2-5 2-6 2-7 | Cannon (Backes, T. Beran) — 1 min 31 s Welter (R. Beran) — 8 min 47 s (IN) - Welter (Linster, Houdremont) — 26 min 54 s T. Beran (Milano) — 33 min 28 s - Cannon — 48 min 10 s R. Beran (Houdremont, Gronlund) — 51 min 34 s R. Beran (Houdremont) — 55 min 59 s (IN) | Arbitrage : Geoffrey Barcelo Murat Aygun Vladimir Efremov |
| Khaled Al Suwaidi | Gardiens                                                                                     | Michel Welter                       | | Arbitrage : Geoffrey Barcelo Murat Aygun Vladimir Efremov |
| 10 min            | Pénalités                                                                                    | 12 min                              | | Arbitrage : Geoffrey Barcelo Murat Aygun Vladimir Efremov |
| 9                 | Tirs                                                                                         | 47                                  | | Arbitrage : Geoffrey Barcelo Murat Aygun Vladimir Efremov |

| 4 avril 2015 | Turquie | 11-0 (3-0, 4-0, 4-0) | Bosnie-Herzégovine | Bornova Ice Sports Hall 1 583 spectateurs |

| Feuille de match  | Feuille de match | Feuille de match                              | Feuille de match | Feuille de match                                           |
| ----------------- | --- | --------------------------------------------- | ---------------- | ---------------------------------------------------------- |
|                   | Al. Kocoglu — 4 min 41 s Halil (Gumus) — 5 min Öztürk (Al. Kocoglu, Karakoc) — 6 min 36 s (SN) Gumus — 25 min 23 s Semiz (Özmen, Al. Kocoglu) — 29 min 24 s Coskun (Gumus) — 35 min 57 s Al. Kocoglu (Semiz) — 38 min 54 s Al. Kocoglu (Faner, Coskun) — 45 min 40 s (SN) Coskun (Faner, Halil) — 46 min 1 s Al. Kocoglu — 49 min 43 s Özmen — 54 min 55 s | 1-0 2-0 3-0 4-0 5-0 6-0 7-0 8-0 9-0 10-0 11-0 | -                | Arbitrage : Sergei Sobolev Grega Marziketi Gil Haim Tochon |
| Levent Ozbaydugan | Gardiens | Dino Pasovic                                  |                  | Arbitrage : Sergei Sobolev Grega Marziketi Gil Haim Tochon |
| 26 min            | Pénalités | 10 min                                        |                  | Arbitrage : Sergei Sobolev Grega Marziketi Gil Haim Tochon |
| 68                | Tirs | 12                                            |                  | Arbitrage : Sergei Sobolev Grega Marziketi Gil Haim Tochon |

| 6 avril 2015 | Hong Kong | 8-0 (5-0, 2-0, 1-0) | Bosnie-Herzégovine | Bornova Ice Sports Hall 85 spectateurs |

| Feuille de match      | Feuille de match | Feuille de match                        | Feuille de match | Feuille de match                                                  |
| --------------------- | --- | --------------------------------------- | ---------------- | ----------------------------------------------------------------- |
|                       | Sham (Wong Y.) — 3 min 39 s (SN) Sham (Choi, Ho J.) — 11 min 23 s Cheng (Fung, Choi) — 16 min 12 s (SN) To (Chim, Lau) — 17 min 42 s Choi (Lam C.) — 19 min 35 s (SN) To (Chim, Lau C.) — 25 min 48 s Cheng (Fung, Lo) — 29 min 54 s (SN) Lo — 41 min 53 s | 1-0 2-0 3-0 4-0 5-0 6-0 7-0 8-0         | -                | Arbitrage : Gergely Kincses Gil Haim Tichon Mihai Ariel Trandafir |
| Keung Emerson Kwokway | Gardiens | Dino Pasovic (35:59) Amel Capin (24:01) |                  | Arbitrage : Gergely Kincses Gil Haim Tichon Mihai Ariel Trandafir |
| 8 min                 | Pénalités | 12 min                                  |                  | Arbitrage : Gergely Kincses Gil Haim Tichon Mihai Ariel Trandafir |
| 37                    | Tirs | 15                                      |                  | Arbitrage : Gergely Kincses Gil Haim Tichon Mihai Ariel Trandafir |

| 6 avril 2015 | Corée du Nord | 7-0 (5-0, 1-0, 1-0) | Émirats arabes unis | Bornova Ice Sports Hall 72 spectateurs |

| Feuille de match | Feuille de match | Feuille de match                                   | Feuille de match | Feuille de match                                 |
| ---------------- | --- | -------------------------------------------------- | ---------------- | ------------------------------------------------ |
|                  | Kim S-g (Ju S-h, Kim N-h) — 1 min 53 s Hong C-r (Ri C-m, Kim H-j) — 4 min 56 s Kim H-j (Ri P-i) — 7 min 12 s Kim H-j (Hong C-r) — 12 min 16 s Kim H-j (Ri C-m, Hong C-r) — 17 min 11 s An C-h — 39 min 34 s Kim N-h (Ju S-h, Pak K-h) — 53 min 16 s | 1-0 2-0 3-0 4-0 5-0 6-0 7-0                        | -                | Arbitrage : Feng Li Murat Aygun Cemal Ersin Kaya |
| Pak Il           | Gardiens | Khaled Al Suwaidi (40:00) Ahmed Al Dhaheri (20:00) |                  | Arbitrage : Feng Li Murat Aygun Cemal Ersin Kaya |
| 2 min            | Pénalités | 6 min                                              |                  | Arbitrage : Feng Li Murat Aygun Cemal Ersin Kaya |
| 40               | Tirs | 16                                                 |                  | Arbitrage : Feng Li Murat Aygun Cemal Ersin Kaya |

| 6 avril 2015 | Turquie | 13-1 (3-0, 6-0, 4-1) | Géorgie | Bornova Ice Sports Hall 728 spectateurs |

| Feuille de match | Feuille de match | Feuille de match                                             | Feuille de match              | Feuille de match                                             |
| ---------------- | --- | ------------------------------------------------------------ | ----------------------------- | ------------------------------------------------------------ |
|                  | Karakoc (Coskun, An. Kocoglu) — 11 min 39 s Özmen (Coskun) — 11 min 54 s An. Kocoglu (Semiz, Özmen) — 15 min 42 s (SN) Semiz (Özmen) — 26 min 33 s Islam (An. Kocoglu) — 28 min 18 s Semiz (Faner, Al. Kocoglu) — 32 min 56 s Semiz (Özmen, Al. Kocoglu) — 33 min 27 s Gumus (Halil) — 38 min 22 s Gumus (Halil) — 39 min 5 s Özmen (Al. Kocoglu) — 40 min 41 s - Özmen (Öztürk) — 50 min 2 s An. Kocoglu (Özmen) — 56 min 12 s (SN) Semiz — 59 min 47 s (IN) | 1-0 2-0 3-0 4-0 5-0 6-0 7-0 8-0 9-0 10-0 10-1 11-1 12-1 13-1 | - D. Smetanin — 41 min 58 s - | Arbitrage : Sergei Sobolev Vladimir Efremov Anton Gladchenko |
| Erol Kahraman    | Gardiens | Andrei Ilienko                                               |                               | Arbitrage : Sergei Sobolev Vladimir Efremov Anton Gladchenko |
| 4 min            | Pénalités | 29 min                                                       |                               | Arbitrage : Sergei Sobolev Vladimir Efremov Anton Gladchenko |
| 90               | Tirs | 5                                                            |                               | Arbitrage : Sergei Sobolev Vladimir Efremov Anton Gladchenko |

| 7 avril 2015 | Bosnie-Herzégovine | 0-5 (0-3, 0-1, 0-1) | Luxembourg | Bornova Ice Sports Hall 61 spectateurs |

| Feuille de match | Feuille de match | Feuille de match    | Feuille de match | Feuille de match                                 |
| ---------------- | ---------------- | ------------------- | --- | ------------------------------------------------ |
|                  | -                | 0-1 0-2 0-3 0-4 0-5 | R. Beran (Houdremont, Welter) — 8 min 23 s Welter — 15 min 7 s Eriksson (Wambach) — 17 min 32 s Eriksson (Wambach) — 30 min 24 s T. Beran — 58 min 14 s (SN) | Arbitrage : Feng Lei Murat Aygun Grega Markizeti |
| Amin Capel       | Gardiens         | Gilles Mangen       | | Arbitrage : Feng Lei Murat Aygun Grega Markizeti |
| 20 min           | Pénalités        | 32 min              | | Arbitrage : Feng Lei Murat Aygun Grega Markizeti |
| 10               | Tirs             | 41                  | | Arbitrage : Feng Lei Murat Aygun Grega Markizeti |

| 7 avril 2015 | Géorgie | 3-11 (1-3, 1-4, 1-4) | Hong Kong | Bornova Ice Sports Hall 69 spectateurs |

| Feuille de match                               | Feuille de match | Feuille de match                                          | Feuille de match | Feuille de match                                                  |
| ---------------------------------------------- | --- | --------------------------------------------------------- | --- | ----------------------------------------------------------------- |
|                                                | - Dumbadze (Jeiranashvili, Tsukanov) — 9 min 37 s (SN) - Smetanin (Dumbadze) — 38 min 36 s - Smetanin (Dumbadze) — 43 min 23 s - | 0-1 0-2 1-2 1-3 1-4 1-5 1-6 1-7 2-7 2-8 3-8 3-9 3-10 3-11 | Lau (To) — 2 min 36 s Sham (Fung, Choi) — 5 min 20 s (SN) - Cheng — 10 min 27 s Choi — 26 min 50 s Choi (Sham) — 26 min 57 s Sham (Ho J.) — 30 min 18 s Lam C. (Wong Y., Choi) — 35 min 14 s (SN) - Choi (Lam C., Wong P.) — 42 min 29 s - Cheng (Fung) — 46 min 9 s Cheng — 50 min 36 s Yeung (Chan) — 56 min 41 s | Arbitrage : Sergei Sobolev Cemal Ersin Kaya Mihai Ariel Trandafir |
| Andrei Ilienko (30:18) Kakha Ambrolava (29:42) | Gardiens | Ho King Chi King                                          | | Arbitrage : Sergei Sobolev Cemal Ersin Kaya Mihai Ariel Trandafir |
| 4 min                                          | Pénalités | 6 min                                                     | | Arbitrage : Sergei Sobolev Cemal Ersin Kaya Mihai Ariel Trandafir |
| 18                                             | Tirs | 47                                                        | | Arbitrage : Sergei Sobolev Cemal Ersin Kaya Mihai Ariel Trandafir |

| 7 avril 2015 | Émirats arabes unis | 0-15 (0-7, 0-3, 0-5) | Turquie | Bornova Ice Sports Hall 773 spectateurs |

| Feuille de match  | Feuille de match | Feuille de match                                                  | Feuille de match | Feuille de match                                              |
| ----------------- | ---------------- | ----------------------------------------------------------------- | --- | ------------------------------------------------------------- |
|                   | -                | 0-1 0-2 0-3 0-4 0-5 0-6 0-7 0-8 0-9 0-10 0-11 0-12 0-13 0-14 0-15 | Al. Kocoglu (Semiz, Özmen) — 37 s Gumus (Coskun, Akturk) — 6 min 56 s An. Kocoglu (Karakoc) — 10 min 6 s An. Kocoglu (Islam) — 10 min 21 s Halil — 12 min 43 s Gumus (Coskun, Halil) — 13 min 48 s Karakoc (Secer, A. Solak) — 15 min 43 s Al. Kocoglu (Semiz) — 33 min 18 s Al. Kocoglu (Semiz, Özmen) — 33 min 39 s A. Solak (Secer) — 38 min Semiz (Aktürk) — 45 min 40 s Secer (A. Solak, Coskun) — 46 min 29 s Coskun (Halil, Gumus) — 48 min 55 s Karakoc (Islam, An. Kocoglu) — 50 min 33 s G. Solak (Semiz, An. Kocoglu) — 59 min 54 s | Arbitrage : Geoffrey Bercelo Vladimir Efremov Gil Haim Tichon |
| Khaled Al Suwaidi | Gardiens         | Levent Ozbaydugun (30:11) Erol Kahraman (29:49)                   | | Arbitrage : Geoffrey Bercelo Vladimir Efremov Gil Haim Tichon |
| 6 min             | Pénalités        | 2 min                                                             | | Arbitrage : Geoffrey Bercelo Vladimir Efremov Gil Haim Tichon |
| 10                | Tirs             | 64                                                                | | Arbitrage : Geoffrey Bercelo Vladimir Efremov Gil Haim Tichon |

| 9 avril 2015 | Géorgie | 4-1 (1-1, 0-0, 3-0) | Bosnie-Herzégovine | Bornova Ice Sports Hall 83 spectateurs |

| Feuille de match | Feuille de match | Feuille de match    | Feuille de match             | Feuille de match                                      |
| ---------------- | --- | ------------------- | ---------------------------- | ----------------------------------------------------- |
|                  | Smetanin (Dumbadze) — 9 min 27 s - Dumbadze — 41 min 57 s Tsomaia (Smetanin) — 54 min 2 s Tsomaia (Dumbadze) — 58 min 55 s (CV) | 1-0 1-1 2-1 3-1 4-1 | - D. Nikulin — 10 min 19 s - | Arbitrage : Feng Lei Vladimir Efremov Gil Haim Tichon |
| Andrei Ilienko   | Gardiens | Dino Pasovic        |                              | Arbitrage : Feng Lei Vladimir Efremov Gil Haim Tichon |
| 20 min           | Pénalités | 8 min               |                              | Arbitrage : Feng Lei Vladimir Efremov Gil Haim Tichon |
| 36               | Tirs | 42                  |                              | Arbitrage : Feng Lei Vladimir Efremov Gil Haim Tichon |

| 9 avril 2015 | Corée du Nord | 5-2 (1-1, 1-0, 3-1) | Luxembourg | Bornova Ice Sports Hall 126 spectateurs |

| Feuille de match | Feuille de match | Feuille de match            | Feuille de match                                                          | Feuille de match                                         |
| ---------------- | --- | --------------------------- | ------------------------------------------------------------------------- | -------------------------------------------------------- |
|                  | Hong C-r (Ri C-m) — 48 s - Pak S-j (Kim S-h) — 39 min 27 s (SN) Ri C-m — 46 min 25 s - Kang I-h (Kim K-h, Pak S-j) — 49 min 49 s (IN) Ri H-c (Ri P-i, Kim C-h) — 52 min 35 s | 1-0 1-1 2-1 3-1 3-2 4-2 5-2 | - Cannon (Schon, Backes) — 1 min 38 s - Eriksson (Milano) — 48 min 31 s - | Arbitrage : Gergely Kincses Murat Aygun Anton Gladchenko |
| Pak Kuk-chol     | Gardiens | Michel Welter               |                                                                           | Arbitrage : Gergely Kincses Murat Aygun Anton Gladchenko |
| 12 min           | Pénalités | 28 min                      |                                                                           | Arbitrage : Gergely Kincses Murat Aygun Anton Gladchenko |
| 33               | Tirs | 20                          |                                                                           | Arbitrage : Gergely Kincses Murat Aygun Anton Gladchenko |

| 9 avril 2015 | Turquie | 10-1 (3-0, 5-1, 2-0) | Hong Kong | Bornova Ice Sports Hall 745 spectateurs |

| Feuille de match                                | Feuille de match | Feuille de match                             | Feuille de match           | Feuille de match                                                   |
| ----------------------------------------------- | --- | -------------------------------------------- | -------------------------- | ------------------------------------------------------------------ |
|                                                 | Al. Kocoglu (Özmen, Aktürk) — 3 min 36 s Faner (Islam) — 9 min 44 s Gumus (Coskun) — 14 min 38 s Karakoc (An. Kocoglu) — 23 min 52 s Halil (Gumus) — 26 min 12 s An. Kocoglu (Gumus, Özmen) — 28 min 34 s (SN) - Al. Kocoglu — 38 min 21 s (IN) Karakoc (Al. Kocoglu) — 38 min 50 s Halil (Coskun, Gumus) — 51 min 7 s Coskun (G. Solak, Semiz) — 58 min 3 s | 1-0 2-0 3-0 4-0 5-0 6-0 6-1 7-1 8-1 9-1 10-1 | - Lau (To) — 32 min 34 s - | Arbitrage : Geoffrey Barcelo Grega Markizeti Mihai Ariel Trandafir |
| Levent Ozbaydugan (40:00) Erol Kahraman (20:00) | Gardiens | Emerson Kwokway Keung                        |                            | Arbitrage : Geoffrey Barcelo Grega Markizeti Mihai Ariel Trandafir |
| 26 min                                          | Pénalités | 18 min                                       |                            | Arbitrage : Geoffrey Barcelo Grega Markizeti Mihai Ariel Trandafir |
| 51                                              | Tirs | 13                                           |                            | Arbitrage : Geoffrey Barcelo Grega Markizeti Mihai Ariel Trandafir |

| 10 avril 2015 | Bosnie-Herzégovine | 2-5 (0-2, 2-0, 0-3) | Émirats arabes unis | Bornova Ice Sports Hall 87 spectateurs |

| Feuille de match | Feuille de match                                      | Feuille de match            | Feuille de match | Feuille de match                                                 |
| ---------------- | ----------------------------------------------------- | --------------------------- | --- | ---------------------------------------------------------------- |
|                  | - Mrkva — 24 min 24 s Mrkva (Ćatović) — 26 min 37 s - | 0-1 0-2 1-2 2-2 2-3 2-4 2-5 | Al Shamisi (Al Jneibi, Al Muharrami) — 7 min 26 s (SN) Al Blooshi (Al Nuaimi, Al Yafeai) — 18 min 48 s (SN) - Al Shamisi (Al Saedi, Al Mazrouei) — 57 min 6 s Al Nuaimi — 57 min 52 s Al Mazrouei (Al Saedi) — 59 min 58 s (CV) | Arbitrage : Sergei Sobolev Grega Markizeti Mihai Ariel Trandafir |
| Dino Pasovic     | Gardiens                                              | Khaled Al Suwaidi           | | Arbitrage : Sergei Sobolev Grega Markizeti Mihai Ariel Trandafir |
| 26 min           | Pénalités                                             | 10 min                      | | Arbitrage : Sergei Sobolev Grega Markizeti Mihai Ariel Trandafir |
| 25               | Tirs                                                  | 42                          | | Arbitrage : Sergei Sobolev Grega Markizeti Mihai Ariel Trandafir |

| 10 avril 2015 | Hong Kong | 0-9 (0-3, 0-3, 0-3) | Corée du Nord | Bornova Ice Sports Hall 73 spectateurs |

| Feuille de match                                       | Feuille de match | Feuille de match                    | Feuille de match | Feuille de match                                      |
| ------------------------------------------------------ | ---------------- | ----------------------------------- | --- | ----------------------------------------------------- |
|                                                        | -                | 0-1 0-2 0-3 0-4 0-5 0-6 0-7 0-8 0-9 | Ri C-m (An C-h) — 17 s Hong S-r — 4 min 37 s (IN) Kim K-h (Kim N-h, Ju S-h) — 16 min 45 s Hong C-r — 20 min 45 s An C-h (Ri P-i) — 30 min 28 s Ri C-m (Hong C-r) — 37 min 52 s Kim M-c — 41 min 40 s (SN) Jon S-c (Kim C-h, Ri P-i) — 53 min 17 s (SN) Hong C-r (Ri P-i) — 54 min 59 s | Arbitrage : Feng Lei Cemal Ersin Kaya Gil Haim Tichon |
| Ho King Chi King (40:00) Keung Emerson Kwokway (20:00) | Gardiens         | Pak Kuk-chol (31:32) Pak Il (28:28) | | Arbitrage : Feng Lei Cemal Ersin Kaya Gil Haim Tichon |
| 8 min                                                  | Pénalités        | 28 min                              | | Arbitrage : Feng Lei Cemal Ersin Kaya Gil Haim Tichon |
| 13                                                     | Tirs             | 40                                  | | Arbitrage : Feng Lei Cemal Ersin Kaya Gil Haim Tichon |

| 10 avril 2015 | Luxembourg | 5-7 (2-0, 2-3, 1-4) | Turquie | Bornova Ice Sports Hall 653 spectateurs |

| Feuille de match | Feuille de match | Feuille de match                                | Feuille de match | Feuille de match                                              |
| ---------------- | --- | ----------------------------------------------- | --- | ------------------------------------------------------------- |
|                  | Backes (Scheier, Cannon) — 8 min 2 s Welter (T. Beran, R. Beran) — 18 min 34 s Eriksson (Biver, Sinner) — 21 min 41 s - Cannon (Backes, Schon) — 30 min 13 s - T. Beran (Backes, Cannon) — 53 min 1 s - | 1-0 2-0 3-0 3-1 3-2 4-2 4-3 4-4 5-4 5-5 5-6 5-7 | - Gumus (Coskun) — 22 min 16 s Halil (Al. Kocoglu, Öztürk) — 29 min 25 s - An. Kocoglu — 37 min 16 s (SN) Halil (Özmen) — 46 min 27 s (IN) - Coskun (Halil) — 55 min 4 s Semiz (Gumus, Al. Kocoglu) — 58 min 52 s (SN) Semiz (Özmen) — 59 min 14 s | Arbitrage : Gergely Kincses Vladimir Efremov Anton Gladchenko |
| Gilles Mangen    | Gardiens | Levent Ozbaydugan (20:00) Erol Kahraman (40:00) | | Arbitrage : Gergely Kincses Vladimir Efremov Anton Gladchenko |
| 8 min            | Pénalités | 6 min                                           | | Arbitrage : Gergely Kincses Vladimir Efremov Anton Gladchenko |
| 25               | Tirs | 36                                              | | Arbitrage : Gergely Kincses Vladimir Efremov Anton Gladchenko |

| 12 avril 2015 | Émirats arabes unis | 4-5 (TB) (1-2, 1-0, 2-2, 0-0, 0-1) | Géorgie | Bornova Ice Sports Hall 47 spectateurs |

| Feuille de match  | Feuille de match | Feuille de match                    | Feuille de match | Feuille de match                                                  |
| ----------------- | --- | ----------------------------------- | --- | ----------------------------------------------------------------- |
|                   | - Al Shamisi (Al Nuaimi) — 5 min 56 s - El Jachi (Al Blooshi) — 23 min 22 s Al Blooshi (Al Mazrouei) — 49 min 53 s Al Blooshi (Al Jneibi) — 51 min 44 s - | 0-1 1-1 1-2 2-2 3-2 4-2 4-3 4-4 4-5 | Dumbadze (Oganeziani, Smetanin) — 3 min 20 s - Dumbadze (Tsomaia, Smetanin) — 18 min - Smetanin (Tsomaia, Dumbadze) — 54 min 11 s (IN) V. Dumbadze — 58 min 26 s Dumbadze — 65 min (TB) | Arbitrage : Sergei Sobolev Vladimir Efremov Mihai Ariel Trandafir |
| Khaled Al Suwaidi | Gardiens | Andrei Ilienko                      | | Arbitrage : Sergei Sobolev Vladimir Efremov Mihai Ariel Trandafir |
| 8 min             | Pénalités | 10 min                              | | Arbitrage : Sergei Sobolev Vladimir Efremov Mihai Ariel Trandafir |
| 26                | Tirs | 38                                  | | Arbitrage : Sergei Sobolev Vladimir Efremov Mihai Ariel Trandafir |

| 12 avril 2015 | Luxembourg | 5-2 (2-1, 2-0, 1-1) | Hong Kong | Bornova Ice Sports Hall 232 spectateurs |

| Feuille de match                            | Feuille de match | Feuille de match            | Feuille de match                                                     | Feuille de match                                          |
| ------------------------------------------- | --- | --------------------------- | -------------------------------------------------------------------- | --------------------------------------------------------- |
|                                             | Scheier (T. Beran) — 6 min 43 s - Cannon (Gronlund, T. Beran) — 12 min 40 s R. Beran (T. Beran, Biver) — 28 min 3 s R. Beran (Welter, Biver) — 35 min 53 s (SN) Schon (Scheier) — 42 min 9 s - | 1-0 1-1 2-1 3-1 4-1 5-1 5-2 | - T. Leung (Wong P.) — 7 min 39 s - To (Chim, T. Leung) — 57 min 4 s | Arbitrage : Geoffrey Barcelo Murat Aygun Cemal Ersin Kaya |
| Michel Welter (31:47) Gilles Mangen (28:13) | Gardiens | Ho King Chi King            |                                                                      | Arbitrage : Geoffrey Barcelo Murat Aygun Cemal Ersin Kaya |
| 20 min                                      | Pénalités | 18 min                      |                                                                      | Arbitrage : Geoffrey Barcelo Murat Aygun Cemal Ersin Kaya |
| 40                                          | Tirs | 17                          |                                                                      | Arbitrage : Geoffrey Barcelo Murat Aygun Cemal Ersin Kaya |

| 12 avril 2015 | Turquie | 3-4 (pr) (1-2, 0-0, 2-1, 0-1) | Corée du Nord | Bornova Ice Sports Hall 2 135 spectateurs |

| Feuille de match | Feuille de match                                                                                 | Feuille de match            | Feuille de match | Feuille de match                                             |
| ---------------- | ------------------------------------------------------------------------------------------------ | --------------------------- | --- | ------------------------------------------------------------ |
|                  | Gumus (Coskun) — 4 min 14 s - Semiz (Öztürk) — 40 min 49 s - Gumus (An. Kocoglu) — 57 min 45 s - | 1-0 1-1 1-2 2-2 2-3 3-3 3-4 | - Ri C-m (Hong C-r) — 11 min 26 s Kang I-h — 19 min 59 s - Hong C-r (An C-h) — 55 min 38 s (IN) - Hong C-r (Ri C-m, An C-h) — 64 min 49 s | Arbitrage : Gergely Kincses Anton Gladchenko Grega Markizeti |
| Erol Kahraman    | Gardiens                                                                                         | Pak Kuk-chol                | | Arbitrage : Gergely Kincses Anton Gladchenko Grega Markizeti |
| 4 min            | Pénalités                                                                                        | 12 min                      | | Arbitrage : Gergely Kincses Anton Gladchenko Grega Markizeti |
| 41               | Tirs                                                                                             | 28                          | | Arbitrage : Gergely Kincses Anton Gladchenko Grega Markizeti |

## Classement final
| Clt   | Équipe              | PJ | V | VP | D | DP | BP | BC | Diff | Pts |
| ----- | ------------------- | -- | - | -- | - | -- | -- | -- | ---- | --- |
| +001, | Corée du Nord       | 6  | 5 | 1  | 0 | 0  | 50 | 9  | +41  | 17  |
| +002, | Turquie (R)         | 6  | 5 | 0  | 0 | 1  | 59 | 11 | +48  | 16  |
| +003, | Luxembourg          | 6  | 4 | 0  | 2 | 0  | 39 | 19 | +20  | 12  |
| +004, | Hong Kong           | 6  | 3 | 0  | 3 | 0  | 30 | 30 | 0    | 9   |
| +005, | Géorgie             | 6  | 1 | 1  | 4 | 0  | 20 | 56 | -36  | 5   |
| +006, | Émirats arabes unis | 6  | 1 | 0  | 4 | 1  | 14 | 44 | -30  | 4   |
| +007, | Bosnie-Herzégovine  | 6  | 0 | 0  | 6 | 0  | 3  | 46 | -43  | 0   |

- Promu en Division IIB en 2016

## Récompenses individuelles
Meilleurs joueurs
- Meilleur gardien : Andrei Ilienko (Géorgie)
- Meilleur défenseur : Ri Pong-il (Corée du Nord)
- Meilleur attaquant : Alec Kocoglu (Turquie)

| Clt | Joueur          | Équipe        | PJ | B  | A  | Pts | Pun | +/- |
| --- | --------------- | ------------- | -- | -- | -- | --- | --- | --- |
| 1   | Alec Kocoglu    | Turquie       | 6  | 9  | 9  | 18  | 2   | +18 |
| 2   | Hong Chun-rim   | Corée du Nord | 6  | 10 | 7  | 17  | 2   | +20 |
| 3   | Serkan Gumus    | Turquie       | 6  | 9  | 7  | 16  | 4   | +15 |
| 3   | Serdar Semiz    | Turquie       | 6  | 9  | 7  | 16  | 0   | +17 |
| 5   | Vitali Dumbadze | Géorgie       | 6  | 9  | 6  | 15  | 33  | -3  |
| 6   | Emrah Ozmen     | Turquie       | 6  | 4  | 11 | 15  | 6   | +20 |
| 7   | Yusuf Halil     | Turquie       | 6  | 6  | 6  | 12  | 6   | +14 |
| 8   | Thierry Beran   | Luxembourg    | 6  | 5  | 7  | 12  | 4   | +4  |
| 8   | Erdogan Coskun  | Turquie       | 6  | 5  | 7  | 12  | 2   | +15 |
| 8   | Ri Chol-min     | Corée du Nord | 6  | 5  | 7  | 12  | 0   | +22 |

| Clt | Joueur            | Équipe              | PJ | Min      | BC | Moy  | %Arr  | Bl |
| --- | ----------------- | ------------------- | -- | -------- | -- | ---- | ----- | -- |
| 1   | Pak Il            | Corée du Nord       | 4  | 161 h 9  | 2  | 0,74 | 92,86 | 1  |
| 2   | Pak Kuk-chol      | Corée du Nord       | 5  | 203 h 40 | 7  | 2,06 | 91,76 | 0  |
| 3   | Levent Ozbaydugan | Turquie             | 4  | 150 h 11 | 3  | 1,20 | 91,43 | 1  |
| 4   | Erol Kahraman     | Turquie             | 5  | 214 h 38 | 8  | 2,24 | 86,21 | 0  |
| 5   | Dino Pasovic      | Bosnie-Herzégovine  | 5  | 253 h 43 | 31 | 7,33 | 85,17 | 0  |
| 6   | Gilles Mangen     | Luxembourg          | 4  | 180 h 18 | 8  | 2,66 | 84,00 | 1  |
| 7   | Khaled Al Suwaidi | Émirats arabes unis | 6  | 288 h 28 | 35 | 7,28 | 83,25 | 0  |
| 8   | King Chi King Ho  | Hong Kong           | 4  | 220 h    | 17 | 4,64 | 83,00 | 0  |
| 9   | Michel Welter     | Luxembourg          | 4  | 179 h 42 | 11 | 3,67 | 82,81 | 0  |
| 10  | Andrei Ilienko    | Géorgie             | 6  | 335 h 18 | 51 | 9,13 | 82,47 | 0  |